# Jackson de Souza
Jackson de Souza (Cuiabá, 1 de maio de 1990), é um futebolista brasileiro que atua como zagueiro. Atualmente está no CSA.

## Carreira

### Palmeiras
Em 19 de janeiro de 2015, Jackson assinou contrato com o Palmeiras por empréstimo de um ano.

### Bahia
No dia 6 de maio de 2016, Jackson assinou um contrato de quatro temporadas com Bahia que adquiriu 80% dos direitos econômicos do atleta junto ao Internacional.

### Fortaleza
No dia 21 de agosto de 2019, foi emprestado ao Fortaleza.

## Estatísticas
Atualizado até 20 de março de 2021.

### Clubes
| Equipe            | Temporada         | Campeonato nacional | Campeonato nacional | Campeonato nacional | Copa nacional[a] | Copa nacional[a] | Copa nacional[a] | Competições continentais[b] | Competições continentais[b] | Competições continentais[b] | Outros torneios[c] | Outros torneios[c] | Outros torneios[c] | Total | Total | Total   |
| Equipe            | Temporada         | Jogos               | Gols                | Assist.             | Jogos            | Gols             | Assist.          | Jogos                       | Gols                        | Assist.                     | Jogos              | Gols               | Assist.            | Jogos | Gols  | Assist. |
| ----------------- | ----------------- | ------------------- | ------------------- | ------------------- | ---------------- | ---------------- | ---------------- | --------------------------- | --------------------------- | --------------------------- | ------------------ | ------------------ | ------------------ | ----- | ----- | ------- |
| Fortaleza         | 2019              | 11                  | 0                   | 0                   | —                | —                | —                | —                           | —                           | —                           | —                  | —                  | —                  | 11    | 0     | 0       |
| Fortaleza         | 2020              | 21                  | 0                   | 0                   | 1                | 0                | 0                | 1                           | 0                           | 0                           | 5                  | 0                  | 0                  | 28    | 0     | 0       |
| Fortaleza         | 2021              | 7                   | 0                   | 0                   | 3                | 0                | 0                | —                           | —                           | —                           | 1                  | 0                  | 0                  | 11    | 0     | 0       |
| Fortaleza         | Total             | 39                  | 0                   | 0                   | 4                | 0                | 0                | 1                           | 0                           | 0                           | 6                  | 0                  | 0                  | 50    | 0     | 0       |
| Total na carreira | Total na carreira | 39                  | 0                   | 0                   | 4                | 0                | 0                | 1                           | 0                           | 0                           | 6                  | 0                  | 0                  | 50    | 0     | 0       |

- a. ^ Jogos da Copa do Brasil
- b. ^ Jogos da Copa Sul-Americana
- c. ^ Jogos do Campeonato Cearense e Copa do Nordeste

## Títulos
Internacional
- Campeonato Gaúcho: 2012, 2016
- Recopa Gaúcha: 2016

Palmeiras
- Copa do Brasil: 2015

Bahia
- Copa do Nordeste: 2017
- Campeonato Baiano: 2018, 2019

Fortaleza
- Campeonato Cearense: 2020, 2021

Amazonas
- Campeonato Brasileiro - Série C: 2023